# Christiane Michel-Ostertun

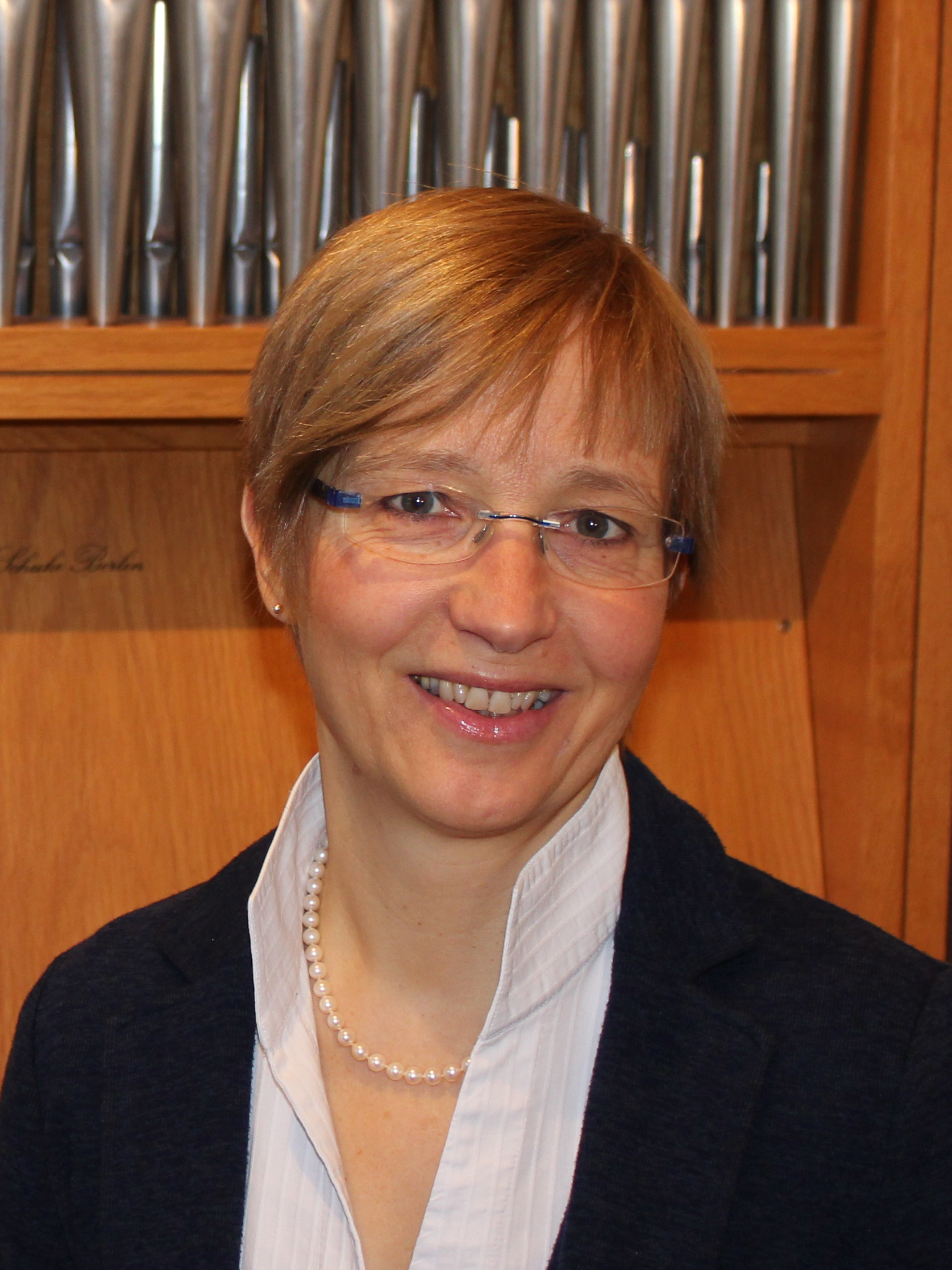
Christiane Michel-Ostertun, 2020

Christiane Michel-Ostertun (* 26. April 1964 in Aalen) ist Professorin für Liturgisches Orgelspiel und Improvisation, Organistin, Komponistin und Chorleiterin.

## Leben
Christiane Michel-Ostertun, aufgewachsen in Kiel, erhielt während der Schulzeit Klavier-, Cello- und Orgelunterricht. Ihr Studium der Kirchenmusik erfolgte von 1983 bis 1988 an der Nordwestdeutschen Musikakademie Detmold (Gerhard Weinberger, Renate Zimmermann, Alexander Wagner), nebenher ein Klavierstudium (E. Nentwig-von Heimberger) mit Abschluss der Staatlichen Musiklehrerprüfung. 1988 legte sie das A-Examen ab, anschließend verfolgte sie eine Künstlerische Ausbildung im Fach Orgel in Stuttgart (Jon Laukvik) und Karlsruhe (Andreas Schröder) mit Abschluss Reifeprüfung 1991 und Konzertexamen 1993.
Neben mehrfachen Preisen bei „Jugend musiziert“ gewann Christiane Michel-Ostertun 1986 den 2. Preis beim Frankfurter Improvisationswettbewerb.
Unterrichtstätigkeiten führte sie bereits im Kirchenmusikstudium als Assistentin von Alexander Wagner (Chorleitung) und Renate Zimmermann (Orgelimprovisation) aus. 1987 unterrichtete sie im Rahmen der C-Ausbildung in Paderborn, 1988 bzw. 1989 erhielt sie Lehraufträge für Liturgisches Orgelspiel und Improvisation an den Hochschulen für Kirchenmusik in Herford und Heidelberg. Berufung auf eine Professur für dieses Fach 1993 in Herford, ein weiterer Lehrauftrag an der HfMDK Frankfurt kam 2024 hinzu. Sie ist bei Fortbildungskursen für haupt- und nebenamtliche Kirchenmusiker tätig und unterrichtet zudem Methodik für Orgelimprovisation.
Sie spielte zahlreiche Konzerte im In- und Ausland. Seit 2011 tritt sie mit Stummfilmimprovisationen auf, seit 2020 veröffentlicht sie Tutorials zur Orgelimprovisation. Weiterhin war sie bei verschiedenen Wettbewerben für Improvisation und Komposition als Jurorin tätig.
Als Chorleiterin war sie während des Studiums in Senne bei Bielefeld tätig. Von 1988 bis 2003 leitete sie den Chor beim Landesferienkurs für Musik in Schleswig-Holstein. Nach Assistenzen und Vakanzvertretungen übernahm sie 1999 die Leitung des Chors für Geistliche Musik Ludwigshafen, 2011 zusätzlich den Mannheimer Kammerchor Cantabile (bis 2017 Concerto cantabile). Spätestens seit der Komposition des szenischen Oratoriums Martin Luther hat sie ihre Tätigkeit als Komponistin intensiviert und schreibt Werke für Orgel, für Chor und für Bläser. Seit 2011 ist sie mit Robert Schmiederer verheiratet und heißt seitdem mit bürgerlichem Namen Christiane Schmiederer. Sie wohnt in Mannheim und hat aus erster Ehe mit Johannes Matthias Michel drei Kinder.

## Publikationen (Auswahl)

### Werke für Orgel
- Drei Charakterstücke nach Gedichten von Christian Morgenstern. Strube 1995
- 444 Intonationen zum EG. Strube 1999.
- Abendlieds Spaziergang durch den Notenschrank. Strube 2005.
- Psalm 126 für Orgel und Sprecher. Strube 2013.
- Suite Romantique. Strube 2015.
- Präludien zum Weihnachtskreis, Leichte bis mittelschwere Vor- oder Nachspiele für Orgel. Strube 2017
- Romantische Begleitsätze zum EG für Orgel oder Klavier. Strube 2017.
- Drei Praeludien aus der Geographie: Die Sinfonie aus der Nonenwelt, Die hängenden Terzen von Babylon, Der schiefe Ton von Pisa. Butz 2018.
- Romantische Begleitsätze zum „Gotteslob“ für Orgel oder Klavier. Strube 2018.
- Praeludien für den Osterfestkreis. Strube 2018.
- Praeludien für den Tageskreis. Strube 2020.
- Festpräludien. Sieben klangvolle Choralbearbeitungen in variabler Länge. Strube 2024.

#### Orgelkonzerte für Kinder
- Die Konferenz der Tiere – Orgelkonzert für Kinder. Noten und CD: Strube 2004
- Eberhards verwegene Abenteuer – Orgelkonzert für Kinder. Noten und CD: Strube 2007
- Der Katzenkrimi – Ein Orgelkonzert für Kinder nach dem Märchen „Der gestiefelte Kater“. Strube 2011
- Kreuzige ihn – Orgelkonzert für Kinder über sieben Kreuzwegstationen. Strube 2014
- Der Maxe mit der dicken Tatze – Orgelkonzert für Kinder, die nicht so sind wie alle, die etwas über die Orgel lernen wollen, oder die daran interessiert sind, wie der Komponist Max Reger als kleiner Junge war. Strube 2015
- Maaartin – Vom kleinen Martin zum großen Luther. Orgelkonzert für Kinder ab 5. Strube 2013
- Immer Ärger mit Martin Luther – Orgelkonzert für Kinder ab 8. Strube 2013
- Hört Beethoven? Beethoven hört! Ein Erzählkonzert für Kinder ab 6 für SprecherIn und Klavier. Strube 2018
- Peter Trom und die Orgelpfeifen-Konferenz. Ein Familienkonzert rund um die Orgel. Strube 2019
- Was hat Arp Schnitger wohl dabei gedacht? Ein Familienkonzert rund um die Orgel. Strube 2019
- Murks’ wunderbare Erlebnisse zur Heiligen Nacht. Ein Orgel-Erzählkonzert für Kinder ab 4. Strube 2020

#### Beiträge in Sammlungen, z.B.
- Orgelbuch zum EG Regionalteil Baden, Pfalz, Elsaß und Lothringen. Bärenreiter 1995
- Orgelbuch zum EG, Ausgabe Rheinland – Westfalen – Lippe. Bärenreiter 1996
- Begleitsätze zur Liturgie für Tasteninstrumente, Süddeutscher Musikverlag 1999
- CertosaOrgelBüchlein, 33 Choralvorspiele durch das Kirchenjahr von zeitgenössischen Komponistinnen. Certosa  2021
- Musica Femina, Orgelwerke von Komponistinnen des 19. und 20. Jahrhunderts, Strube 2023.

### Lehrbücher
- Intonationen – Anleitungen und Tips für leichte Intonationen auf der Orgel. Strube 1994,     verbesserte Auflage 1995
- Grundlagen der Orgelimprovisation – Harmonisieren von Chorälen in verschiedenen historischen     Stilen. Bodensee-Musikversand 1996/Strube 2006
- Arbeitsblätter zur Orgelimprovisation Band 1: Barock. Strube 2011.
- Arbeitsblätter zur Orgelimprovisation Band 2: Klassik. Strube 2012.
- Arbeitsblätter zur Orgelimprovisation Band 3: Deutsche Romantik. Strube 2014.

Ergänzend findet man zahlreiche Tutorials zur Orgelimprovisation bei YouTube.

### Werke für Chor a cappella
- Vier Weihnachtslieder für gemischten Chor nach Texten von Ulrike Krumm. Strube 2018
- Messe für 4-8 stimmigen gemischten Chor und Solosopran. Strube 2020
- O komm, o komm, du Morgenstern – Choralmotette mit integrierten Gemeindestrophen
- Jubilate Deo – Motette für 4stg. Frauenchor (aus: Martin Luther)
- Die Weisen aus dem Morgenland – Ein Erzählkonzert für eine/n Sprecher/in und gemischten Chor sowie Glockenspiel und Xylophon

#### Sätze in Sammlungen, (Auswahl)
- Kommt mit Gaben und Lobgesang – Chorsätze für Frauenchor zum Evangelischen Gesangbuch
- Das Wort ward Klang – Wochensprüche vertont. Strube 2014

#### Herausgaben für Chor
- Humor im Chor. Heitere Chormusik aus sieben Jahrhunderten. Zusammen mit Johannes Matthias Michel. Strube 2019

### Werke für Chor mit Instrumenten
- O du fröhliche – Festlicher Satz für Chor, Instrumente und Gemeinde. Strube 2012
- Chorproben-Zauberei für gemischten Chor und Klavier nach einem Text von Ulrike Krumm. 2015
- Die Liebe und das Federvieh – Vier Kombinationen für vierstimmigen Chor und Klavier. 2015
- Martin Luther – Oratorium für szenische oder konzertante Aufführung, für 4 Solisten, 1–3 Chöre, Kammerorchester, Posaunenchor mit Jungbläsern, Blockflötenensemble, Orgel. Strube 2016
- Gott, mein Herz ist bereit – Verse aus Psalm 108 für zehn Blechbläser und gemischten Chor
- Händel und Gretel, Drei Kombinationen für gemischten Chor und Klavier
- Osterruf – für 2 Chöre, Trompete und Streicher. Strube 2018. Auch in der Fassung für 2 Chöre und Orgel oder für 2 Chöre, Orgel und Trompete
- Das Gleichnis vom verlorenen Sohn - Oratorium für 4 Solisten, 2 Chöre, Kinderchor und Kammerorchester. Strube 2023
- Macht hoch die Tür Intrade für vielstimmigen Posaunenchor, Chor und Gemeinde. Strube 2023
- Gottes Schöpfung - unsere Erde. Oratorium für 3 Solisten, Chor, Kinderchor und Kammerorchester. Strube 2023

### Werke für Kinderchor
- Maria, die Hirten, die Weisen und ich – Kinderchorkantate für eine Christvesper. Strube 2019
- Kennt ihr die Geschichte, von der ich heut’ berichte? Erzähl-Lieder und kleine Singspiele für Kinderchor zu biblischen Geschichten nach Texten von Ulrike Krumm. Strube 2021

### Werke für Bläser
- Festlicher Einzug (aus: Martin Luther) für 4-stimmigen Posaunenchor
- Sonne der Gerechtigkeit – Choral und Passacaglia für Trompete und Orgel
- Danket dem Herrn – für 6-stimmige Bläserbesetzung
- Nun danket alle Gott – Choralbearbeitung für Saxophon-Quartett

### Bearbeitungen für Trompete und Orgel
- Mozart: Rondeau aus dem Quartett KV 285
- Mozart: Kirchensonate C-Dur KV 336
- Mozart: Divertimento aus dem Flöten-Quartett KV 136